# Tour de Milad du Nour
O Tour de Milad du Nour (oficialmente: Milad De Nour Tour; em persa: ‏تور میلاد دو نور Tūr-e Milād-e Do Nūr) foi uma competição de ciclismo profissional por etapas iraniana.
Disputou-se desde a criação dos Circuitos Continentais UCI em 2005 fazendo parte do UCI Asia Tour, dentro da categoria 2.2 (última categoria do profissionalismo).
Suas primeiras edições tiveram 6 ou 7 etapas até que a partir do 2008 se reduziu às 5 actuais. Em 2011 mudou levemente o nome do de Tour of Milad do Nour ao actual.

## Palmarés
| Ano  | Ganhador        | Segundo            | Terceiro          |
| ---- | --------------- | ------------------ | ----------------- |
| 2005 | David McCann    | Omar Hasanein      | Siros Hashemzadeh |
| 2006 | Ghader Mizbani  | Siros Hashemzadeh  | Hossein Askari    |
| 2007 | Ghader Mizbani  | Ahad Kazemi        | Hossein Askari    |
| 2008 | Ahad Kazemi     | Hossein Alizadeh   | Siros Hashemzadeh |
| 2009 | Mahdi Sohrabi   | Abbas Saeidi Tanha | Ramin Mehrabani   |
| 2010 | Ramin Mehrabani | Farshad Salehian   | Arvin Moazemi     |
| 2011 | Ghader Mizbani  | Hossein Alizadeh   | Amir Zargari      |

## Palmarés por países
| País    | Vitórias |
| ------- | -------- |
| Irão    | 6        |
| Irlanda | 1        |